# Tom Bridger
Tom Bridger (n. 24 iunie 1934, Woolmer Green⁠(d), Welwyn Hatfield, Anglia, Regatul Unit – d. 30 iulie 1991, Logie Coldstone⁠(d), Aberdeenshire, Scoția, Regatul Unit) a fost un pilot de Formula 1. De-a lungul carierei a luat startul în o singură cursă, dar nu din pole-position. Nu a câștigat nicio cursă și nu a terminat niciodată pe podium, neacumulând niciun punct în întreaga activitate ca pilot de Formula 1.